# Sjarif Sjarifov
Sjarif Sjarifov (azerbajdzjanska: Şərif Şərifov), född 11 november 1988 i Machatjkala, Sovjetunionen, är en azerbajdzjansk brottare. Han tog OS-guld i mellanviktsbrottning vid de olympiska brottningstävlingarna 2012 i London. I finalen besegrade han Jaime Espinal från Puerto Rico. Vid olympiska sommarspelen 2016 tog han en bronsmedalj i 86-kilosklassen.